# Moritz von der Pfalz

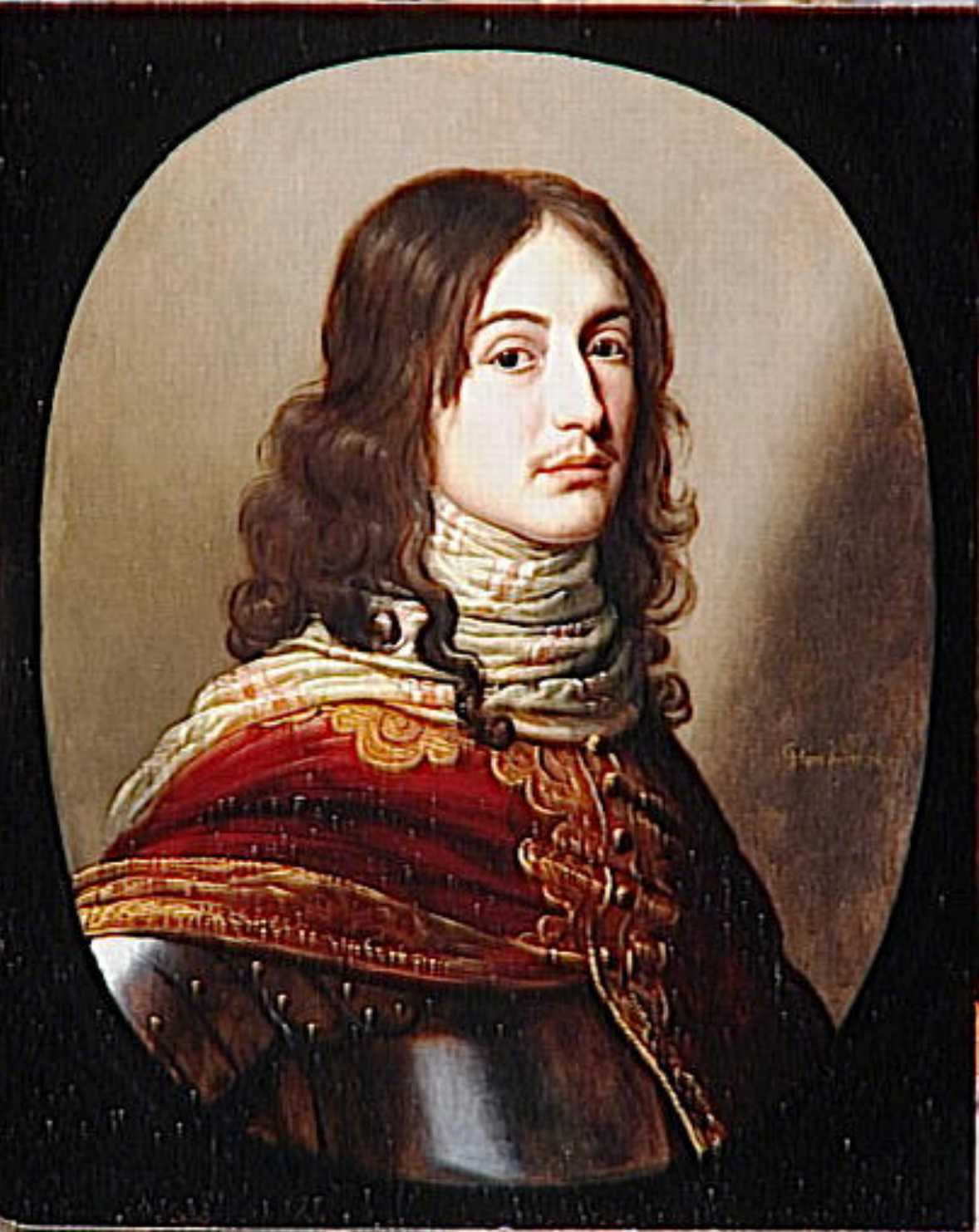
Prinz Moritz von der Pfalz, Gemälde von Gerrit van Honthorst

Moritz von der Pfalz (* 6. Januar 1621 im Schloß von Küstrin; † vermutlich am 14. September 1652 auf See bei Anegada) war ein pfälzischer Prinz aus der Linie Pfalz-Simmern.

## Leben
Moritz war das fünfte Kind von Kurfürst Friedrich V. von der Pfalz und Elisabeth Stuart, der Tochter König Jakob I. von England. Er wurde im Schloß von Küstrin geboren, wo der Kurfürst von Brandenburg seiner Familie nach der Schlacht am Weißen Berg Zuflucht gewährt hatte. Er wurde vier Tage nach seiner Geburt getauft und nach Moritz von Nassau benannt. Während sich die Eltern in die Niederlande begaben, wurde er in Berlin aufgezogen und kam erst 1628 nach Holland. Hier fiel er durch Missetaten und Duelle auf. Mai 1637 begleitete er den Prinzen von Oranien auf einem Feldzug nach Deutschland, um sich auf seine zukünftige Karriere vorzubereiten. Mit seinem Bruder Ruprecht nahm er 1637 an der Belagerung von Breda teil. Er studierte in Frankreich (Paris?) und vielleicht in Leiden. 1640 trat er in die Armee des berüchtigten schwedischen Generals Johan Banér ein.

### Geschwister
|     | Geschwister von Elisabeth von der Pfalz |
| --- | --- |
| 1.  | Heinrich Friedrich (* 11. Januar 1614 in Heidelberg; † 17. Januar 1629 in der Nähe von Haarlem ertrunken, Grabstätte im St. Vinzent Kloster oder in der Prinzenkirche in ’s-Gravenhage, Niederlande), Kurprinz von der Pfalz |
| 2.  | Karl Ludwig (* 22. Dezember 1617 in Heidelberg; † 28. August 1680 bei Edingen), Kurprinz und nachmaliger Kurfürst von der Pfalz |
| 3.  | Elisabeth (* 26. Dezember 1618 in Heidelberg; † 8. Februar 1680 im Stift Herford, Grabstätte im Herforder Münster, seit dem 30. April 1667 Äbtissin zu Herford (Westfalen)) |
| 4.  | Ruprecht (* 27. Dezember 1619 in Prag; † 29. November 1682 in London, Grabstätte in der Westminster-Abtei, London), seit 1643 Duke of Cumberland, britischer Admiral, Gouverneur von Windsor ⚭ morganatisch mit Lady Bellamont und später mit Margarete Hewes |
| 5.  | Moritz (* 6. Januar 1621 in Küstrin; † September 1652, verschollen, wahrscheinlich bei einem Schiffbruch auf hoher See oder als Gefangener in Algier gestorben) |
| 6.  | Louise Maria „Luise-Hollandine“ (* 18. April 1622 in Den Haag; † 11. Februar 1709 im Kloster Maubuisson, Grabstätte im Zisterzienserinnenkloster Maubuisson in Saint-Ouen-l’Aumône, Département Val-d’Oise, Frankreich), seit 1664 Äbtissin zu Maubuisson |
| 7.  | Ludwig (* 31. August 1623 in Den Haag; † 24. Dezember 1623 ebd., Grabstätte im St. Vinzent-Kloster oder in der Prinzenkirche in ’s-Gravenhage, Niederlande) |
| 8.  | Eduard (* 5. Oktober 1625 in Den Haag; † 13. März 1663 in Paris, Grabstätte in der Klosterkirche Val de Grace, Paris) ⚭ seit 1645 mit Anna Gonzaga (* 1616; † 6. Juli 1684), Prinzessin von Nevers, Mantua und Monferrat |
| 9.  | Henriette Marie (* 17. Juli 1626 in Den Haag; † 18. September 1651 in Sárospatak, Grabstätte in der St. Michaels-Kirche, Karlsburg, heute Alba Iulia, Rumänien) ⚭ seit dem 16. Mai 1651 in Patak mit Sigismund II. Rákóczi (* 14. Juli 1622; † 4. Februar 1652 in Făgăraș, Grabstätte in der St. Michaels-Kirche, Karlsburg, heute Alba Iulia, Rumänien), Graf von Mongatsch |
| 10. | Philipp (* 16. September 1627 in Den Haag; 16. Dezember 1650 in der Schlacht bei Rethel gefallen, Grabstätte in der Pfarrkirche Saint Charles, Sedan), lothringischer Reiterobers |
| 11. | Charlotte (* 19. Dezember 1628 in Den Haag; † 24. Januar 1631 in Den Haag, Grabstätte in der Hof- und Kollegiatskapelle, später französische Klosterkirche, Den Haag, Niederlande) |
| 12. | Sophie (* 14. Oktober 1630 in Den Haag; † 8. Juni 1714 in Herrenhausen, Grabstätte im Welfenmausoleum im Berggarten Herrenhausen in Hannover); ⚭ seit dem 17. Oktober 1658 in Heidelberg mit Ernst August, Kurfürst von Hannover |
| 13. | Gustav Adolf (* 14. Januar 1632 in Den Haag; † 9. Januar 1641, Grabstätte in der Hof- und Kollegiatskapelle, später französische Klosterkirche, Den Haag, Niederlande) |

### Wanderjahre (1620–1667)
Im Bürgerkrieg zwischen seinem Onkel Karl I. und dem Heer des Parlaments diente er unter dem Kommando seines Bruders Prinz Ruprecht von der Pfalz. Moritz kämpfte in der Schlacht bei Edgehill, wo er verwundet wurde. Nach der Schlacht von Marston Moor konnte er gemeinsam mit seinem Bruder entkommen. 1648 trat er wieder in die Armee des Prinzen von Oranien ein. Nach der Hinrichtung Karl I. übernahm er als Vizeadmiral mit seinem Bruder eine kleine Flotte, die den Handel Englands mit dem Kontinent stören sollte. Die Flotte wurde 1651 durch Admiral Blake vernichtet. Die Brüder fanden zunächst in Portugal Zuflucht, wurden aber durch die Commonwealth-Flotte vertrieben. Danach gingen die Brüder zur offenen Piraterie über. Sie überfielen sowohl englische als auch spanische Schiffe. Ihre Anwesenheit ist im November 1650 in Cartagena belegt, 1651 in Malaga und Toulon, die meiste Zeit hielten sie sich aber in der Nähe der Azoren auf. Dann segelten sie nach Westafrika, um hier die Küste auszuplündern. Sie erbeuteten auch englische Schiffe. Eines derselben übernahm Moritz am 2. März 1652 als Flaggschiff, nannte es Defiance und wurde zum Vize-Admiral ernannt.
Im Sommer 1652 überquerten die Brüder mit vier verbliebenen Schiffen den Atlantik, weil sie in Barbados auf Unterstützung hofften, die Insel hatte sich aber inzwischen dem Parlament angeschlossen.
In einem Sturm vom 13.–16. September 1652 sank Moritz’ Schiff Defiance und zwei andere Schiffe bei den Jungferninseln, vermutlich in den Riffen von Anegada. Nur Ruperts Schiff entkam.
Moritz blieb verschollen. Sein Bruder Rupert, der im März 1653 nach Frankreich zurückkehrte, suchte noch 10 Jahre später nach ihm. Robert Holmes befragte im Jahr 1664 jedoch gefangene spanische Seeleute. Diese hatten keine Überlebenden gesehen, aber Wrackteile an der Küste von Puerto Rico entdeckt, darunter auch Pfeifenstiele, welche die Initialen MP trugen.
Einer Legende nach soll Moritz mit riesigen Schätzen aus Peru und Mexiko in Richtung eines französischen Hafens unterwegs gewesen, kurz vorher aber in die Hände von Seeräubern gefallen, nach Algier verschleppt und im Inneren Afrikas verschwunden sein.